# ウリュズメグ
ウリュズメグ（Uryzmæg）は、コーカサス山脈起源のナルト叙事詩に登場する人物。エクセルテグとゼラセの息子として産まれ、ゼラセの死後に精霊によって死姦されたゼラセから産まれたサタナを養育する。その後、サタナと近親婚を行う長老、老人として登場することが多いが、彼の冒険譚も複数ある。